# Östergöthland (1838)
Östergöthland var en hjulångare som byggdes på Motala verkstad och den hade namnet Linköping vid sjösättningen 1838. Idag ligger resterna efter den på Slätbakens botten.
Skrovet var av ek och furu. Enligt Motala Verkstads förteckning över företagets produkter levererades båten till "Linköpings Bolaget".

Båten var först tänkt att trafikera Linköping men då det upptäcktes att den inte kunde ta sig in till staden genom den grunda Stångån, så döptes den efter ägarbyte om till "Östergöthland".
Numera är sjön Roxens vattenstånd reglerat av dammen vid Kimstad. Tidigare kunde sjön drabbas svårt av översvämningar. Då blev vattenståndet högt även i Stångån och flödade ut över det flacka landskapet. Det berättas att kaptenen på hjulångaren Ormen Långe, den första maskindrivna båten som tog sig från Roxen till Linköping (1834), vid ett sådant tillfälle: ”under Stångåns öfversvämningar, stannat på en åker vid en grindstolpe, på hvilken suttit en kråka, som kaptenen i skymningen ansett vara qvasten på en ruskprick”.
| Fartygsdata | Vid leverans från varv       |
| ----------- | ---------------------------- |
| Längd öa    | cirka 30 meter               |
| Bredd       | cirka 7 meter                |
| Djupgående  | - meter                      |
| Dräktighet  | 7,72 svåra läster - 18,9 ton |

Östergöthland var utrustad med två encylindriga balansångmaskiner, maskin nr 23, tillverkade vid Motala Verkstad. Maskinerna, hjulmaskin typ 1, gav vardera 16 nom hk och var kopplade till en gemensam axel för skovelhjulen. Båten ritades av J. G. von Sydow.

## Historik
- 1838: Båtens hemmahamn var Norrköping. Ägare var ”Linköpings Bolaget”.
- 1840: Början av 1840-talet. Båten såldes till Trafikbolaget Jönköping-Stockholm. Den sattes in på linjen Stockholm-Jönköping.
- 1861: Sommaren. Båten låg upplagd i Klevbrinkens torrdocka. Den ansågs som uttjänt och skulle säljas.
- 1861 27 sep: Båten skulle bogseras till Stockholm av S/S Per Brahe. På Slätbaken, utanför Stora Husby, började Östergöthland ta in vatten och sjönk så snabbt att man inte hann sätta båten på grund. Kapten ombord, hans fru och besättningen räddade sig i en livbåt.
- 1861: Ett försök gjordes att bärga båten. Den lyftes med kraftiga kättingar från två båtar men en hård vind blåste upp och kättingarna brast.
- 1973: Förlisningsplatsen på nio famnars djup upptäcktes av en slump av sportdykaren Sven Mars från Norrköping. Han sökte en annan sjunken båt men fann istället den gamla hjulångaren.